# Clinton (Mississippi)
Clinton è una città (city) degli Stati Uniti d'America, situata nella contea di Hinds, nello Stato del Mississippi.